# Zamach petersburski na cara Aleksandra III

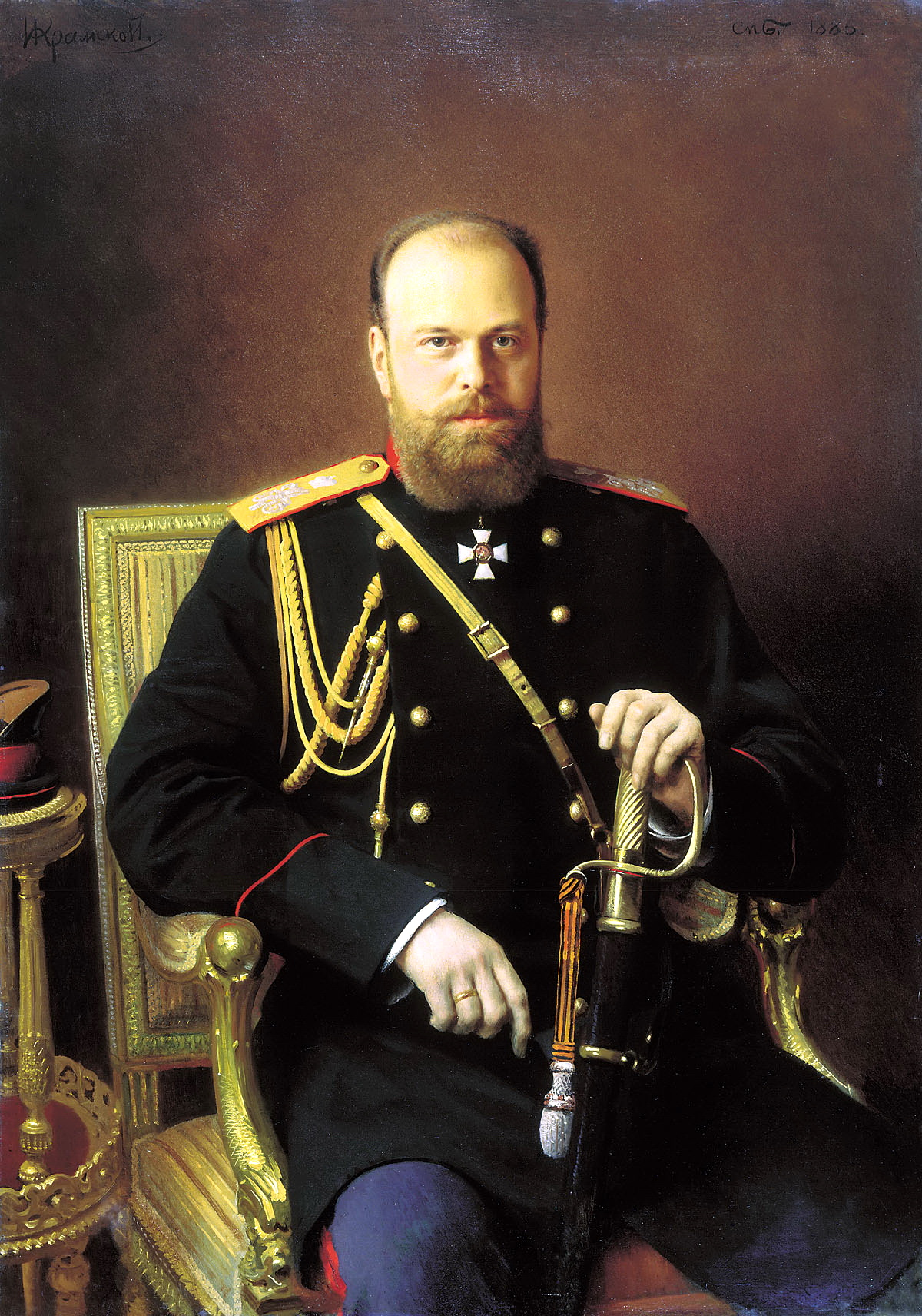
Aleksander III Romanow

Zamach petersburski na cara Aleksandra III – planowany zamach na cesarza Rosji Aleksandra III Romanowa, który został udaremniony 1 marca 1887 roku. Spiskowcy tuż przed zamachem zostali na skutek rutynowych działań policji aresztowani. W przygotowaniu zamachu uczestniczyli m.in. Bronisław Piłsudski, jego brat Józef Piłsudski oraz Aleksandr Uljanow (starszy brat Włodzimierza Lenina).

## Przyczyny zamachu
- W Rosji na przełomie XIX i XX wieku, mimo zachodzących na świecie zmian, utrzymywał się nadal feudalny aparat państwowy z monarchą absolutnym na czele.
- Reformy Aleksandra II Romanowa, przeprowadzone w latach 60. i 70. XIX wieku po klęsce Rosji w wojnie krymskiej (1853-1856), nie zaspokoiły ani chłopów, ani warstw średnich, ani proletariatu.
- Aleksander III po objęciu tronu zaczął ograniczać i tak niezbyt szeroki zakres reform z lat 60. i 70. XIX wieku. Podczas jego panowania nastąpiła seria kontrreform.
- W Rosji nie była znana jakakolwiek konstrukcja podmiotowych praw publicznych jednostki. Nie była nawet znana zasada wolności sumienia, karze podlegała „zdrada prawosławia”, tzn. przejście na inną religię.
- Wśród inteligencji rosyjskiej szerzyły się idee socjalistyczne. Nadal żyły też idee Narodnej Woli, która po udanym zamachu na cara Aleksandra II została rozbita i jej działalność zamarła.
- chęć zemsty za krzywdy jakie wyrządzały rządy kolejnych carów swoim poddanym.
- chęć wskrzeszenia Narodnej Woli.

## Przygotowania
Grupę konspiratorów w większości tworzyli studenci Uniwersytetu Petersburskiego, wywodzący się z różnych środowisk. Przywódcą i „chemikiem” grupy był Polak, Józef Łukaszewicz, który przybył do Petersburga z Wilna i studiował na wydziale matematyczno-przyrodniczym. Pochodził on z rodziny szlacheckiej. Obydwaj jego stryjowie zginęli w powstaniu styczniowym, brat matki za udział w tym „polskim buncie” został zesłany na Sybir.
Na przełomie 1885/86 roku Łukaszewicz zaprzyjaźnił się ze studentem Piotrem Szewyriowem przybyłym z Charkowa. Razem postanowili stworzyć organizację mającą dokonać zamachu. Do swej działalności wykorzystywali m.in. stowarzyszenia naukowe: Łukaszewicz, Szewyriow i Aleksander Uljanow działali w Stowarzyszeniu Naukowo-Literackim, Uljanow i Łukaszewicz w kole studiowania biologii. Szewyriow otrzymał też od władz miasta koncesje na jadłodajnię. Jadłodajnia była znakomitym, nie budzącym podejrzeń miejscem spotkań, giełdą informacji i „bibuły”. Dla konspiratorów była polem obserwacji kolegów, miejscem gdzie przeprowadzali „sprawdzające” rozmowy itp. Konspiratorzy zasiadali też w Radzie Ziomkostw Związku Ziomkostw, powstałego w 1886 roku w Petersburgu. Do organizacji, którą tuż przed dokonaniem zamachu sami nazwali Frakcją Rewolucyjną Narodnej Woli (spiskowcy w ten sposób chcieli przywrócić Narodną Wolę do życia po jej totalnym rozbiciu przez władze carskie), należało oprócz wcześniej wspomnianego Łukaszewicza jeszcze kilku Polaków: Konstanty Hamolecki, Kazimierz Bukowski, Bronisław Piłsudski (brat Józefa Piłsudskiego, który też uczestniczył w przygotowaniem zamachu). Spiskowcami z Kresów byli: Siergiej Nikonow, Orest Goworuchin, Pachomij Andriejuszkin, Michał Kanczer, Wasilij Generałow. Z głębi Rosji był Wasilij Osipanow, który był najstarszym ze spiskowców (miał 26 lat) i wspomniany wcześniej Aleksander Uljanow.
Materiały do produkcji bomb sprowadzono z Wilna. W Wilnie działała grupa rewolucyjna Tytusa Paszkowskiego. Paszkowski miał w Wilnie skład apteczny, który znakomicie nadawał się nie tylko do spotkań i dyskusji, lecz także do doświadczeń z truciznami, materiałami wybuchowymi, bombami itp. Po materiały służące do produkcji bomb wysłany został Michał Kanczer. Z grupą rewolucyjną Paszkowskiego kontaktowali go bracia Piłsudscy, u nich też nocował. Kanczer przywiózł z Wilna pistolet, 150 rubli, trucizny (strychninę, atropinę) i kwas azotowy. Wszystko to przydało się spiskowcom, z wyjątkiem kwasu azotowego, który był zbyt rozcieńczony i którego butle spiskowcy spuścili do Newy. Skonstruowano trzy bomby. Bomby były tak skonstruowane, aby car zginął nawet w przypadku lekkiego zranienia. Łukaszewicz włożył do bomb pięćset małych pocisków w kształcie kostek do gry. Każda kostka wypełniona została atropiną, a z wierzchu posmarowana papką strychniny rozdrobnionej spirytusem. Około połowy lutego bomby były już gotowe. Pierwsza bomba została zamontowana w specjalnie spreparowanym słowniku medycznym Grünberga. Łukaszewicz zalepił jego stronice, ścisnął pod prasą, wysuszył, następnie wyciął całe wnętrze pozostawiając obrzeża. Książka zmieniła się w pudełko. Po zamocowaniu pocisku i wypełnieniu trującymi kostkami przyklejone zostały okładki. Bomba przybrała niewinny kształt pomocy naukowej. Dwóm pozostałym bombom konstruktor nadał formę kartonowych walców oklejonych czarnym angielskim płótnem. Miotaczami bomb zostali Andriejuszkin, Generałow oraz Osipanow, który dostał bombę-książkę. Sygnalistami przejazdu cara zostali Kanczer i dwaj jego koledzy Horkun i Wołochow.
Pieniądze z Wilna posłużyły wsparciu Andriejuszkina i Generałowa, którzy nie mieli już środków do życia. Osipanowowi kupiono garnitur. Nie była to wbrew pozorom rozrzutność, ale zwykła ostrożność. W tym właśnie czasie ukazał się okólnik ministerstwa mówiący jak poznać potencjalnych buntowników: „ordynarny ton i niechlujny wygląd to pierwsze cechy wywrotowca”. Dlatego właśnie niechlujny Osipanow przebrany został za petersburskiego dżentelmena. Program założonej przez spiskowców Frakcji Rewolucyjnej Narodnej Woli napisany został przez Aleksandra Uljanowa. Był to program pośredni między programem Narodnej Woli a marksistowskim socjal-demokratyzmem. Druk programu odbywał się w mieszkaniu Bronisława Piłsudskiego. Pierwsze słowa programu brzmiały: „Żyje duch ziemi rosyjskiej i nie zgaśnie prawda w sercach jej synów... (Tego a tego) dnia stracono Aleksandra III”.

## Zamach
Zamach został zaplanowany na przełom lutego i marca 1887 roku, tuż przed szóstą rocznicą albo w samą szóstą rocznicę udanego zamachu na cara Aleksandra II (ojca Aleksandra III). Rocznica zamachu 1 marca była datą, której spiskowcy nie mogli przekroczyć. Zamach mógł się odbyć dwa dni wcześniej, 2 marca mogło być już za późno a 3 marca byłoby niemożliwe dokonanie zamachu, bo car miał wyjechać do Gatczyny.
Pierwsza próba zamachu odbyła się 28 lutego. Spiskowcy wyszli na Newski Prospekt i przechadzając się z bombami czekali na przejazd cara. Tego dnia cara się nie doczekali. Nie wiedzieli, że Andriejuszkina obserwują agenci ochrany. Pierwszego marca, w dniu rocznicy wyszli znowu. Car miał przejeżdżać z pałacu do twierdzy Pietropawłowskiej na nabożeństwo żałobne. Czas mijał a car nie nadjeżdżał. Przypadek bowiem sprawił, że służba carska źle zrozumiała polecenia i przygotowany już do drogi car aż pół godziny musiał czekać na pojazd. Było zimno, spiskowcy spacerowali z bombami udając, że się nie znają. W końcu za pomocą umówionego sygnału postanowili spotkać się w pobliskiej knajpie, żeby się ogrzać i zastanowić się co dalej robić.
Agenci śledzący Andriejuszkina weszli razem z nimi. Zauważywszy, że porozumiewa się on z innymi podejrzanie wyglądającymi typami zdecydowali się zatrzymać prewencyjnie wszystkich. Bomby Generałowa i Andriejuszkina zostały im odebrane. Policja mocno ich skrępowała i razem z Osipanowem zaprowadzono do siedziby ochrany. Policjanci nie podejrzewali, że Osipanow ma bombę w książce. W czasie przesłuchania Osipanow rzucił słownikiem mocno o ziemię, jednak bomba nie wybuchła.

## Losy spiskowców
Policja zaczęła przeszukiwać mieszkania zamachowców. Podczas przeszukiwania mieszkania Generałowa został aresztowany Uljanow. Znaleziono przy nim notes pełen tajemniczych zapisków, zawierający nazwiska i adresy. Między innymi był tam wileński adres Piłsudskiego. Michał Kanczer podczas drugiego przesłuchania załamał się i zaczął sypać. Opisał swoją podróż do Wilna po materiały wybuchowe, nawet pojechał z policją do Wilna, żeby dokładnie wszystko opisać. Wsypał Łukaszewicza, braci Piłsudskich, Tytusa Paszkowskiego. Policja wyłapała wszystkich z wyjątkiem Kazimierza Bukowskiego, o którego udziale policja nigdy się nie dowiedziała oraz Oresta Goworuchina, który przed zamachem został wycofany z akcji, bo był śledzony przez policję w innej sprawie, dzięki pomocy Piłsudskich wyjechał za granicę.
Spiskowcy szybko stanęli przed sądem. Proces trwał pięć dni. Ostatecznym wyrokiem studenci: Pachomij Andriejuszkin, Wasilij Generałow, Wasilij Osipanow, Piotr Szewyriow, Aleksander Uljanow skazani zostali na śmierć przez powieszenie. Wyrok wykonano 8 maja 1887 roku nad ranem na dziedzińcu Twierdzy Szlisselburskiej. Łukaszewicz skazany został na bezterminową katorgę w Szlisselburgu. Oznaczało to wyrok śmierci z odroczeniem, ale jakimś cudem przeżył, doczekał się amnestii i wolnej Polski – Łukaszewicz zmarł w roku 1928 jako profesor Uniwersytetu Stefana Batorego. Bronisław Piłsudski dostał 15 lat katorgi. Paszkowski 10 lat Kraju Zabajkalskiego, Józef Piłsudski 5 lat Syberii Wschodniej, Hamolecki 5 lat Syberii Zachodniej. Michał Kanczer dostał 10 lat katorgi. Zesłany na Sachalin popełnił samobójstwo.

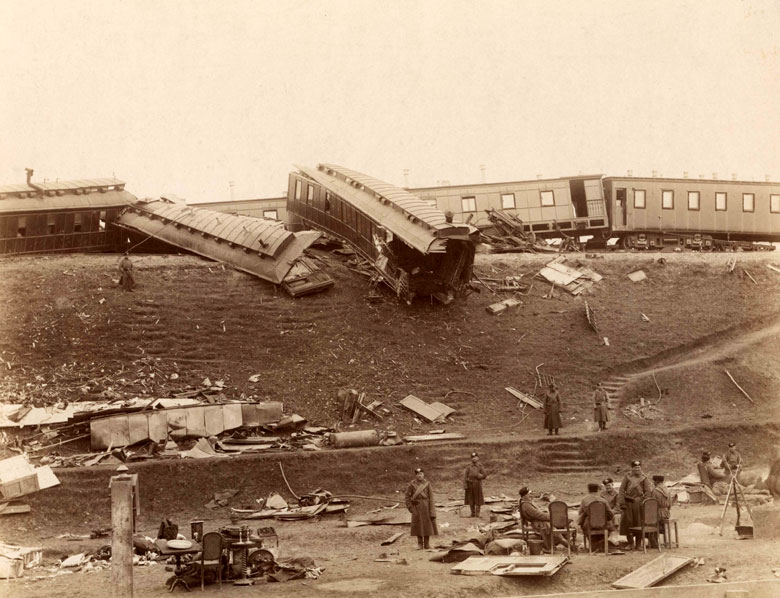
Wykolejenie pociągu pod Borkami (1888)

## Zamach pod Borkami

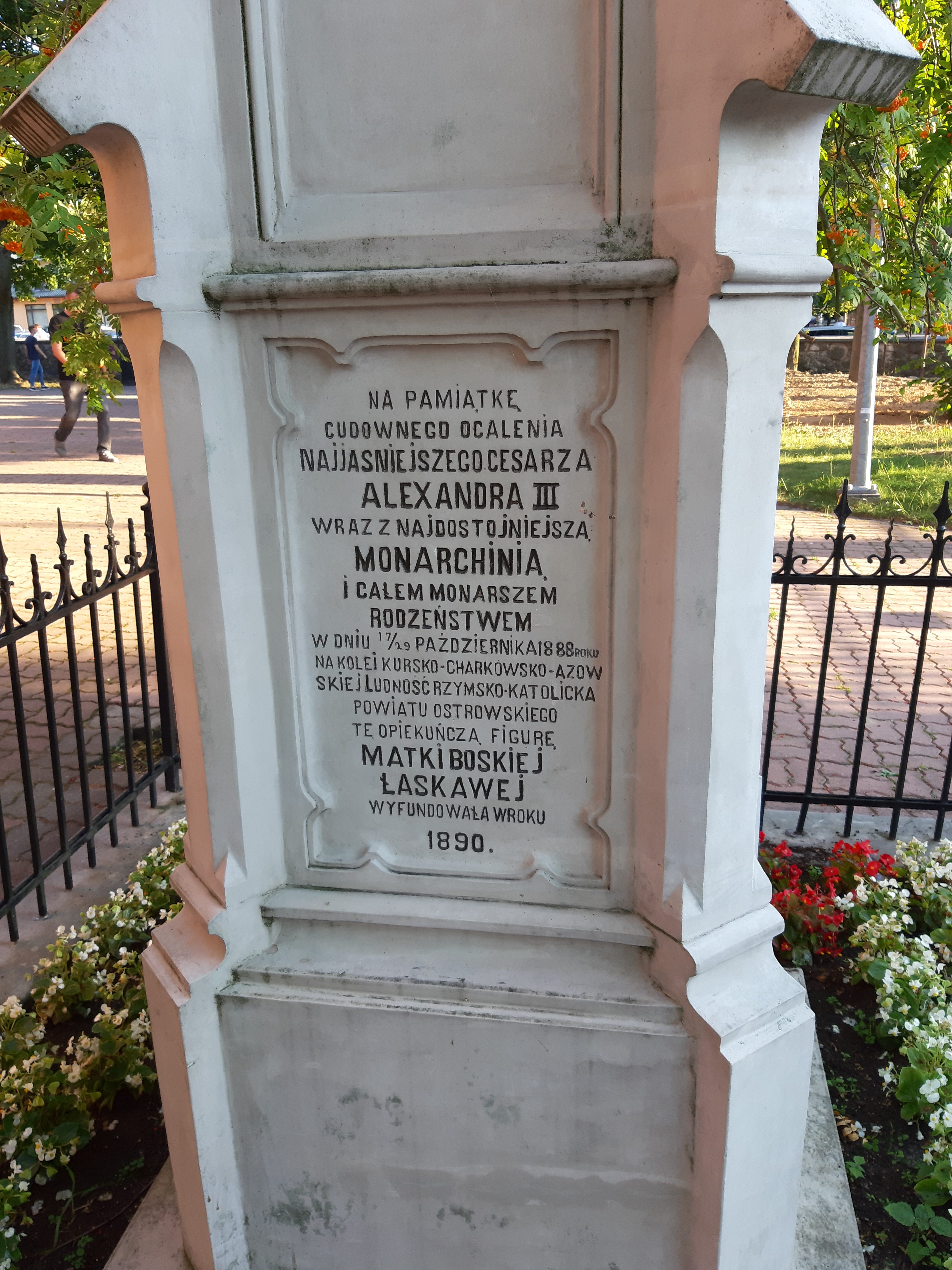
Inskrypcja upamiętniająca zamach na dziedzińcu kościoła Najświętszej Marii Panny w Ostrowi Mazowieckiej

W 1888 roku miał miejsce kolejny zamach na cara Aleksandra III. Spiskowiec podłożył bombę w pociągu wiozącym cara. Wybuch nastąpił na linii kursko-azowskiej, pod Borkami w obecnym obwodzie charkowskim na Ukrainie. Zamach w pociągu był uważany za cud, w którym Bóg uratował Cara. Z tej okazji wybito pamiątkową plakietkę z datą 1888 i napisem „BOH SPAS CARA”, ale tylko na pozór również i z tego zamachu Aleksander III wyszedł cało. Eksplozja spowodowała urazy wewnętrzne (zwłaszcza poważny uraz nerek). Urazy te odzywały się po latach i stały się przyczyną wycieńczającej choroby i śmierci Aleksandra III w 1894 roku. Wykonawcy zamachu pod Borkami nigdy nie odnaleziono.